# Yuriwaka

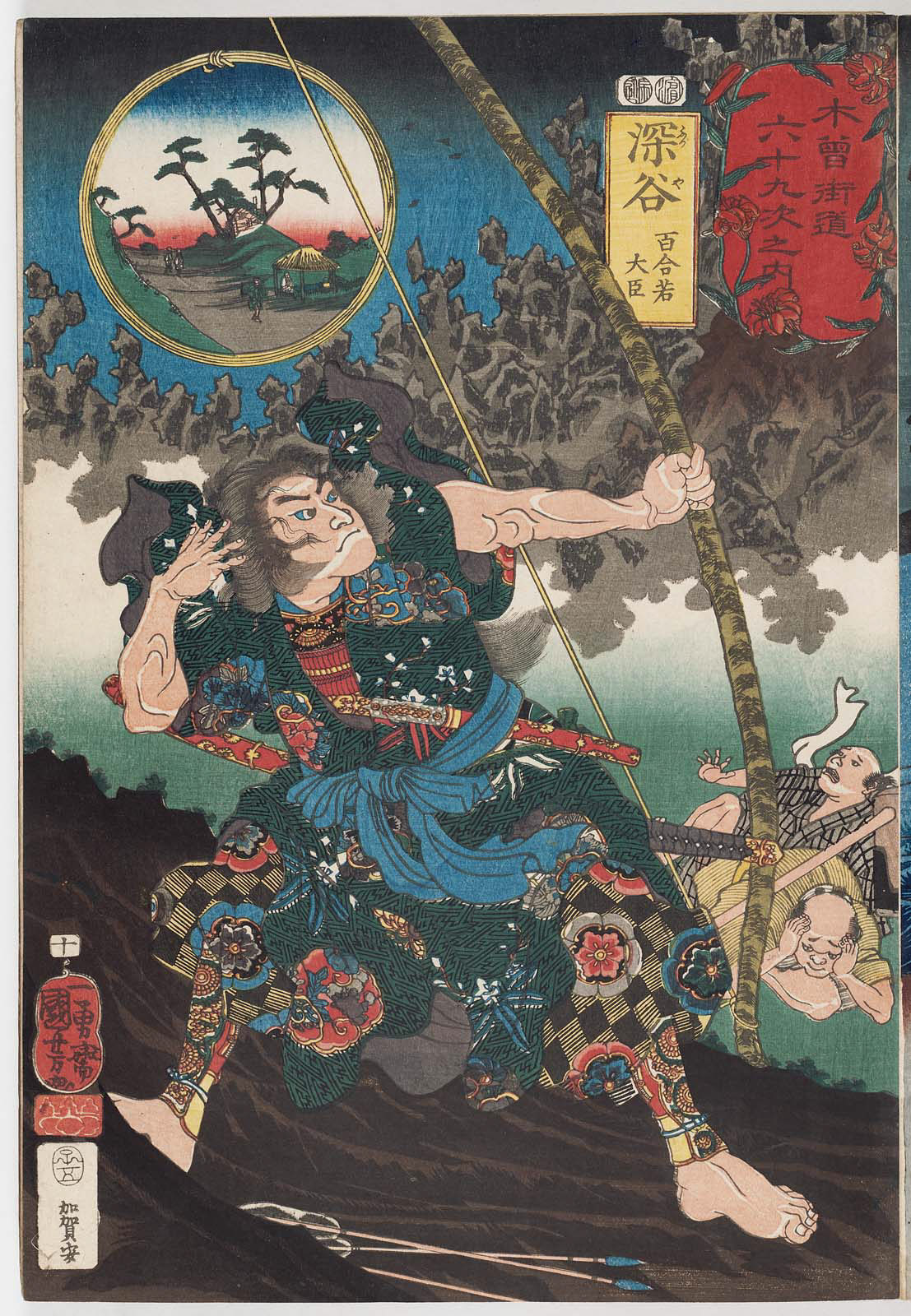
Yuriwaka Daijin et son arc, à Fukaya-shuku (gravure de 1852).

Yuriwaka (Yuriwaka Daijin (百合若大臣) ou Ministre Yuriwaka) est le héros titulaire d'une histoire de vengeance japonaise. Yuriwaka, qui est célèbre pour son énorme arc à flèche en fer, est un général victorieux face aux forces mongoles, mais il est abandonné sur une île par Beppu, un de ses subordonnés, qui usurpe son gouvernement. Le faucon de Yuriwaka (Midori-maru) apporte une lettre à sa femme, alors qu'elle prie dans un sanctuaire shinto, et par intervention divine, Yuriwaka rentre dans sa province. Il garde son identité secrète jusqu'à ce qu'il trouve le moment opportun pour prouver son talent avec son arc a flèche, et se venger lui-même du traître.
Le conte a parfois été considéré comme une interprétation japonaise de l'épopée grecque d'Ulysse. Toutefois, un certain nombre de commentateurs ont rejeté cette hypothèse, ne trouvant pas d'explication convaincante de la façon dont l'histoire pourrait avoir été transmise au Japon. L'explication commune est que les missionnaires chrétiens ont introduit le conte au Japon. La plus ancienne référence connue, avec les noms du héros et du faucon, date de 1514. 
Le Conte de Yuriwaka (ou Le Ministre Yuriwaka) existe sous la forme de livrets pour mise en scène de danse kōwakamai depuis la fin de la période Muromachi (XVIe siècle ou même plus tôt); il a plus tard été adapté pour des spectacles de marionnettes jōruri et de théâtre kabuki. L'histoire a également été transmise sous la forme de contes dans tout le Japon, avec une tradition qui est particulièrement forte dans le sud de la préfecture d'Ōita, où l'histoire se déroule. Des variantes sont également récitées par des prêtresses locales dans les Îles Oki.

## Textes
On a longtemps pensé que la référence la plus ancienne à ce conte apparait dans le journal de Yamashina Tokitsugu (ja) ((Tokitsugu kyō ki (ja)), dans l'entrée pour le 10 février 1551, où l'on raconte que « Yuriwaka », en hiragana, a été raconté à Kyoto, ce jour-là. Cependant, on a remarqué que dans le Ungyoku wakashō (1514) on trouve un passage qui se lit « Yurikusa-waka daijin, abandonné sur une île, et le faucon Midori-maru, etc. ».
Le plus ancien manuscrit de l'œuvre est le livret de danse kōwakamai dans la Collection Daigashira Sahei, qui est daté de la fin de la période Muromachi,. Ce texte est simplement intitulé Daijin (« Ministre »), et le héros est appelé de différentes façons: Yurikusa-waka (百合草若), Yurikusa, ou Yuriwaka (ゆりわか).
(avec le suffixe honorifique ministériel « -daijin » ajouté à ces noms),.
Il existe aussi une pièce de théâtre nô Yuriwaka-kusa datée également de la fin de Muromachi, et, ici aussi, le protagoniste est appelé tour à tour Yuriwaka-kusa ou Yuriwaka.
Plus tard, des copies de Yuriwaka Daijin apparaissent dans des livres de xylographies, connus sous le nom Textes pour les danses Kōwaka (『舞の本』」, Mai no hon), datant du XVIe siècle au début du XVIIe siècle,,,
. Certains de ces textes ont été réimprimés par des éditeurs modernes, par exemple, le texte de Keichō 14 (1609) et le texte de l'ère Kan'ei (1620 à 1640 environ).
Il subsiste également des histoires Yuriwaka Daijin dans les « sermons-ballades (ja) » ou « sermons-spectacles de marionnettes » (説経操り, sekkyō-kuri), attribués à un artiste nommé Higurashi Kodayū (日暮小太夫). Ils datent de Kanbun 2 (1662),.

## Contexte
Bien que la version de la danse kōwakamai de l'histoire de Yuriwaka se place pendant le règne de l'Empereur Saga, et mentionne une invasion mongole, qui se serait produite en l'an 816, les invasions mongoles du Japon, historiquement bien établies, ont eu lieu beaucoup plus tard, au XIIIe siècle.

## Résumé
Le résumé du conte de Yuriwaka ci-dessous concerne les textes kōwakamai,.

### Jeunesse
Yuriwaka est né après que son père, alors sans enfant, Kinmitsu (公満), le Ministre de la Gauche sous l'Empereur Saga, a prié Kannon, déesse de la miséricorde du Hatsuse-(no)-tera (初瀬寺) dans la province de Yamato (le temple Hase). Yuriwaka devient Ministre de la droite à l'âge de dix-sept ans, et épouse la fille du grand conseiller Akitoki.

### Bataille avec les Mongols
Après un oracle, Yuriwaka est nommé général pour affronter les Mukuri (« les Mongols »), qui ont installé leur flotte dans la baie de Hakata au Sud du Japon. Il est armé d'un arc en fer de huit shaku  cinq 寸 (environ 8,5 pieds), et de 363 flèches. Il reçoit le gouvernorat de la province de Tsukushi, tout en laissant sa femme résider dans la province voisine de Bungo.
Les Mongols sont repoussés par les kamikaze (« vents divins »). Yuriwaka les poursuit avec une flotte de navires, et, finalement, après trois ans, une bataille navale se déroule à Chikura-ga-oki (ja) (« la mer ouverte de Chikura »), quelque part entre le Japon et la Chine ou la Corée du sud.
Du côté mongol, un général crache un souffle magique et provoque un brouillard, mais il est dissipé par des divinités japonaises. En outre, des inscriptions bouddhistes se transforment en flèches et en épées, et attaquent les Mongols. Yuriwaka se bat férocement, il tire presque toutes ses flèches dans la bataille. Il obtient la victoire lorsque les quatre grand généraux mongols succombent.

### Trahison et vengeance
Yuriwaka souhaite se reposer sur l'île « Genkai-ga-shima » (qui peut ou peut ne pas être l'île Genkai) et tombe dans un sommeil profond qui dure trois jours, comme il arrive quand un tel héros exerce sa « force extrême ». Des subordonnés, les frères Beppu en profitent pour déclarer Yuriwaka mort, et il est abandonné sur l'île. Beppu Tarô, l'aîné de la fratrie, est promu gouverneur de Tsukushi.
Beppu Tarô fait des avances amoureuses à l’épouse de Yuriwaka, mais elle lui reste fidèle et décide de se suicider si son mari ne rentre pas; elle commence à léguer des effets personnels comme son biwa et son koto, et à libérer des animaux, dont un faucon nommé Midori-maru. Le faucon atteint l'île où se trouve son maître, et il ramène une lettre de Yurikwaka écrite avec son sang sur des feuilles de chêne. Apprenant que son mari est vivant, elle charge le faucon d'un bâton d'encre et d'une pierre à encre mais l'oiseau, alourdi, tombe et son corps est retrouvé dans la mer.
La femme prie au sanctuaire Usa Hachiman-gū pour le retour de son mari, et son vœu est exaucé. Un pêcheur et sa barque sont poussés  par le vent depuis l'entrée de la Province d'Iki, il trouve Yuriwaka sur « Genkai-ga-shima », et le ramène au Japon. Yuriwaka arrive à Hakata, mais il est si débraillé et exténué que personne ne le reconnait. Beppu, sur un coup de tête, décide d'employer cet individu étrange, et le confie à un vieil homme du nom de Kadowaki.
Au même moment, Beppu décide d'exécuter l’épouse de Yuriwaka comme elle ne répond pas a ses avances. Kadowaki sacrifie sa fille à la place et la sauve. Dans la version de la danse kōwakamai, c'est une fille anonyme qui est exécutée par noyade dans la mare まんなうが池 (Mannōga-ike).
Lors d'une cérémonie de tir à l'arc pour le nouvel an au Sanctuaire d'Usa, Yuriwaka (maintenant appelé Koke-maru) doit accompagner Beppu comme assistant pour lui tendre les flèches. Yuriwaka se moque de tous les concurrents, et il reçoit l'ordre de tirer une flèche lui-même. Yuriwaka démontre alors sa capacité à utiliser l'arc à flèche en fer, preuve définitive qu'il est Yuriwaka. Les hommes du clan Ōtomo et la troupe de Matsura se prosternent. Beppu Tarô se rend, mais n'est pas pardonné, et il est condamné à une horrible mort, par sciage progressif de sa tête pendant 7 jours. Yuriwaka récompense le pêcheur qui l'a sauvé avec les provinces d'Iki et de Tsushima, et il nomme Kadowaki gouverneur (mandokoro) de ses plantations (shōen) dans la province de Tsukushi. Yuriwaka lui-même se rend à la capitale et devient général.

## Légendes
La légende de Yuriwaka est connue dans tout le Japon, avec une forte popularité dans l'île de Kyushu, en particulier dans la Préfecture d'Ōita.

### Légende d'Oita
La legende traduite en anglais dans une anthologie par le folkloriste Richard Dorson est similaire à celle exposée ci-dessus.
Dans la version d'Oita, Yuriwaka est le fils de Kinmitsu, Ministre de la Gauche. Il devient un jeune homme brave, connu de tous pour son habileté à l'arc. L'arc en fer est en sa possession dès sa jeunesse. Il épouse une princesse nommée Kasuga-hime, et est nommé kokushi (gouverneur) de la province de Bungo.
Yuriwaka reçoit l'ordre de disperser la grande armée des Mongols (ou Muguri), et il les défait lors d'une bataille maritime près de l'île Tsu-shima. Après la victoire, il est trahi par son subordonné Beppu Tarô, et abandonné sur l'Île Genkai. Beppu Tarô, retourne au Japon, et fait un faux rapport selon lequel Yuriwaka est mort de maladie; il obtient le poste de gouverneur de Bungo, laissé vacant.
Kasuga-hime est accostée par Beppu Tarô, mais elle ne croit pas au décès de Yuriwaka , et libère le faucon Midori-maru avec une lettre attachée à sa patte. Le faucon atteint l'Île de Genkai, et Yuriwaka envoie une réponse écrite avec son sang. Kasugahime noue à la patte du faucon du matériel d’écriture, mais l'oiseau tombe à la mer, et son cadavre échoue sur l'ile de Yuriwaka.
Yuriwaka rentre sur un bateau de pêche détourné par une tempête, et, à son retour à Bungo, il dissimule son identité, se fait appeler Koke-maru, entre au service de Beppu Tarô. À la cérémonie de tir à l'arc de la Nouvelle Année, Yuriwaka ridiculise Beppu et prouve son identité et sa propre compétence en utilisant le fameux arc en fer. Yuriwaka tue le traitre Beppu Tarô d'une flèche, et prend ainsi sa vengeance. Il est réuni avec sa femme, et reprend le poste de gouverneur.
La fille qui s'est sacrifiée en prenant la place de la femme de Yuriwaka s'appelle Manju-hime (万寿姫) selon la tradition d' Oita, et elle est la fille du portier, un vieil homme. Sa noyade a lieu dans l'étang nommé Makomo-no-ike (菰の池), et le héros a érigé a cet endroit le temple Manju-ji (ja). De la même façon, pour honorer le faucon Midori-maru, il a érigé le temple Jingu-ji sur Takao-yama (ja).

### Pratiques de l'île Iki
La légende que l'on trouve sur l'île Iki est considérée comme un composite de plusieurs contes.
Ici, des miko, des prêtresses chamaniques, appelées localement ichijō, effectuent un rituel qui consiste à placer un arc sur une boite peu profonde, appelée le yuri (盒), tout en récitant le Yuriwaka sekkyo.
Selon le texte du Yuriwaka sekkyo publié par Shinobu Orikuchi, Yuriwaka était Momotarō (ou quelqu'un avec ce nom), qui, plus tard, mena des troupes pour vaincre les oni (les ogres).
Dans cette variante, son père est Sumiyaki Kogorō (Kogorō le charbonnier), originaire d'Usuki, aussi connu sous le nom de Mana no chōja (ja) (万の長者). Il est très riche, mais sans enfants et perd une compétition avec Asahi no chōja, qui n'est pas aussi riche que lui, mais a beaucoup d'enfants. Par la suite, il prie jour et nuit Kannon, avec succès puisque Yuriwaka nait. Yuriwaka daijin épouse la fille du général Teruhi-hime (輝日姫), part pour Keiman (芥満), un pays, gouverné par Akudoku-ō (悪毒王) identifiable avec Akuro-ō (ja) afin de soumettre les ogres. Il est trahi par les  frères Shikibu-dayū, et abandonné sur la petite île de Keiman, mais réussit à rentrer pour se venger.

### Les traditions concernant le faucon
Le faucon Midori-maru est vénéré au sanctuaire Kodaka sur l'île Genkai.
Il y a une tradition locale selon laquelle Yuriwaka a été abandonné sur Meshima dans l'archipel Danjo-guntō au sud-est des îles Gotō. On dit que le sanctuaire Ōdai Myōjin (鷹大明神) y a été construit pour honorer le faucon Midori-maru.
Selon une autre version (Echigo noshi), le faucon Midori-maru (翠丸) est venu vivre dans une forêt près du Takao Kannon-ji à Seirō (préfecture de Niigata), et le mythe de fondation du Hall de Kannon au Mont Seirō (copié en 1608) explique que le bâtiment a été fondé pour l'honorer.

## Odyssée
Tsubouchi Shōyo a affirmé que l'Odyssée d'Homère a été transmise au Japon et adaptée en japonais pour devenir l'histoire Yuriwaka (Waseda bungaku, 1906).
La similitude des noms d'Ulysse et Yuriwaka, et le thème des épouses qui gagnent du temps afin de repousser les prétendants (Pénélope le fait en tissant) sont quelques-uns des parallèles,
Tsubouchi, tout en admettant qu'il ne sait pas bien qui aurait pu transmettre l'épopée, est arrivé à l'idée qu'elle est peut-être entrée au Japon par Sakai ou Yamaguchi. Ces lieux sont liés aux missionnaires portugais, et Tsubouchi propose une hypothèse de transmission par les premiers Portugais au Japon (Nanban-jin). Shinmura Izuru (Nanbanki) défend également avec force cette théorie.

### Opposition à la théorie de l’Odyssée
Tsuda Sōkichi, Kunio Yanagita, Takano Tatsuyuki et Tetsurō Watsuji ont critiqué cette théorie. Leur argument principal est que des contes de ce type sont largement diffusés dans le monde entier, et que les similitudes peuvent être fortuites. De plus, le Japon a une riche tradition indigène de contes similaires narrant les histoires de héros guerriers, comme Yoshitsune et Minamoto Yorimitsu, ainsi que des histoires de héros séparés de leur foyer, soumis à de nombreuses épreuves et finalement revenant victorieux chez eux. En outre, Yuriwaka a été présenté dès 1551, seulement 7 ans après l’arrivée des Portugais au Japon et l'introduction du fusil Tanegashima, ce qui n'est pas suffisant pour que l'histoire soit absorbée et adaptée, selon Kanesaki Takeo (ja),.

### Soutien
Parmi les partisans de l’hypothèse de Tsubouchi, on compte Shinmura, E. L. Hibbard, professeur à l'université Dōshisha, et James. T. Araki,. Araki a fait valoir que même si Yuriwaka a été présentée en 1551, il est possible que l’interprète de François Xavier, Juan Fernandez, ait transmis le récit autour de 1550. Imoto Eiichi (ja) (2004) et Matsumura Kazuo (ja) (2016) ont également défendu le parallèle. Ils mettent en avant le fait qu'Ulysse et Yuriwaka ont des points communs à chaque étape de l'intrigue, contrairement à d'autres contes similaires.

### Autres interprétations
Araki et d'autres savants s'appuient sur le fait que la plus ancienne mention de Yurikawa date de 1551. Mais depuis, on s'est rendu compte que le Ungyoku waka shō (雲玉和歌抄) est antérieur, ce qui rend plus difficile d'accepter la théorie de la transmission par les Portugais. Cependant, si l'on accepte la définition de Tsubouchi et Niimura à propos des Nanban-jin, qui inclut aussi les Musulmans vivant en Asie, cette théorie est toujours viable, comme Minakata Kumagusu l'a souligné.
Inoue Shōichi (ja) rejette la théorie de Tsubouchi, et considère que l'histoire est largement répandue dans l'ensemble de l'Eurasie à l'époque préhistorique. Yuriwaka ressemble à l'épopée d'Alpamych (Asie centrale), qui est peut-être arrivée jusqu'au Japon. Yuriwaka et la légende Kōga Saburō peuvent avoir suivi une route asiatique, comme l'ont conjecturé Ōbayashi Taryō et d'autres savants,.
On a aussi mis en évidence les nombreuses correspondances entre l'histoire de Yuriwaka, le culte de Hachiman et la construction d'une tradition dynastique impériale.